# Лорд-адмірал
Лорд-адмірал (або лорд верховний адмірал) (англ. Lord Admiral; Lord High Admiral) — одна з вищих державних посад у Великої Британії.
Лорд-адмірал здійснював верховне командування королівським флотом, контролював стан усіх морських портів держави, судноплавних бухт і узбережжя. Лорд-адмірал також призначав суддів з морського права з цивільною та кримінальною компетенцією.
В Англії посада лорд-адмірала виникла близько 1400 року. За правління короля Генріха VIII було створено Морську раду, яка наглядала за всіма адміністративними питаннями королівського флоту, натомість оперативне управління залишилось в руках лорда-адмірала. Починаючи з 1628 року функції лорд-адмірала поступово переходять до колегіального органу Адміралтейського Комітету, який очолював Перший лорд адміралтейства, який одночасно був членом чинного кабінету Англії.
В Шотландії формування інституту лорд-адмірала належить до початку XV століття. Первинно ця посада була спадковою в роду графів Ботвелл, а пізніше — герцогів Леннокс. Після об'єднання у 1707 році Англії й Шотландії функції лорд-адмірала Шотландії перейшли до лорд-адмірала Великої Британії, якому було підпорядковано віце-адмірала з Шотландії, який мав, головним чином, судові повноваження.
Починаючи з 1709 року Адміралтейський Комітет практично цілком витіснив посаду лорд-адмірала Великої Британії зі структури органів державної влади країни. Тільки у 1964 році, коли Адміралтейство увійшло до складу Міністерства оборони Великої Британії, титул лорд-адмірала було відновлено і з цього часу він належить королеві Єлизаветі II, будучи суто церемоніальним.